# Gloria in excelsis Deo (Hadrian II.)

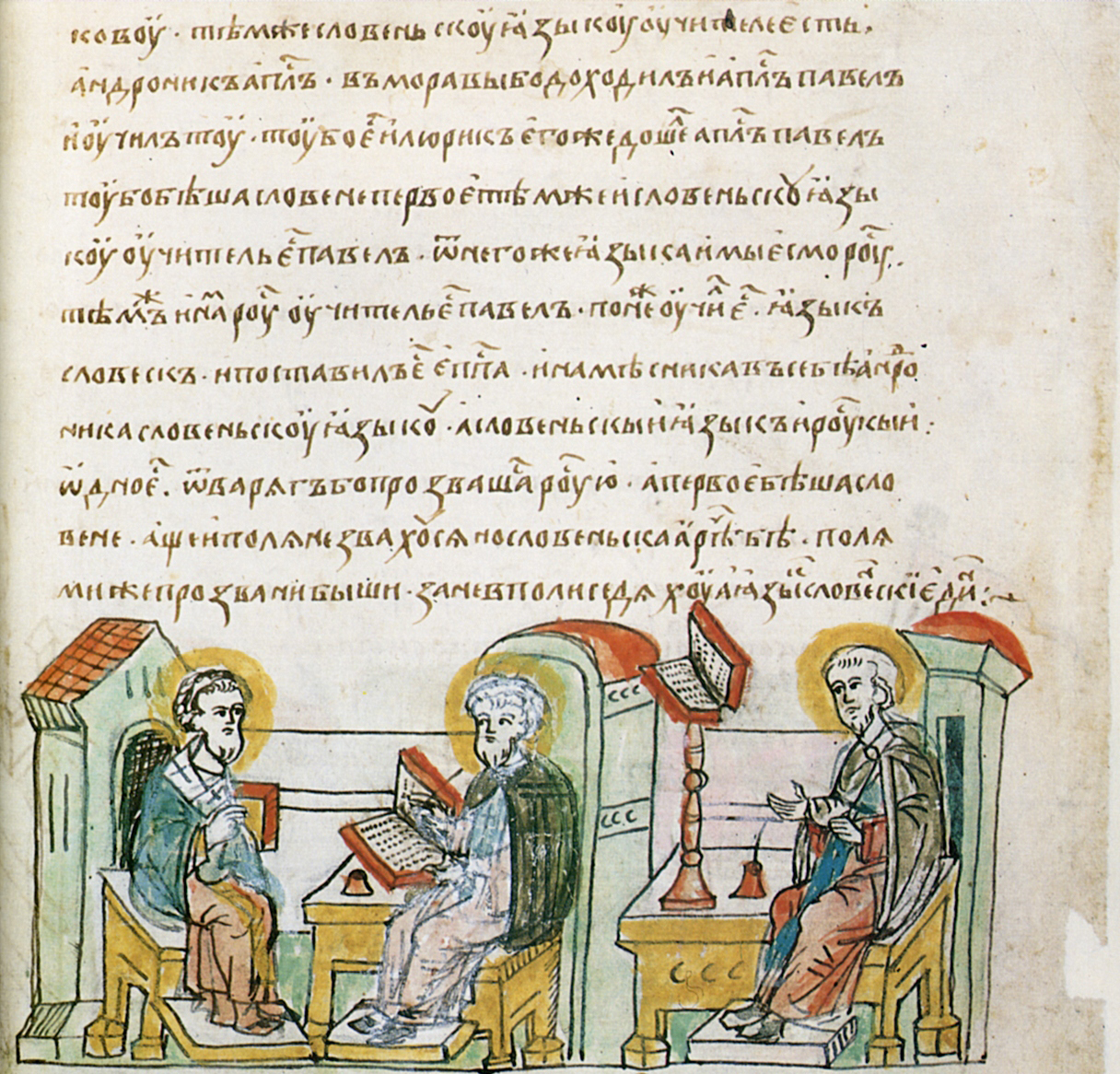
Übersetzungs- und Schreibarbeiten unter der Leitung von Method, Radziwiłł-Chronik aus dem 13. Jahrhundert.

Gloria in excelsis Deo (Ehre sei Gott in der Höhe) ist ein Schreiben (päpstliche Bulle), die Papst Hadrian II. im Jahr 869 an die slawischen Fürsten Rastislav (Fürst von Mähren), Svatopluk (Fürst von Nitra) und Kocel (Fürst von Pannonien) gesandt hat.

## Überlieferung
Der ursprüngliche lateinische Text der Bulle ist verloren gegangen. Erhalten haben sich nur die altkirchenslawischen Übersetzungen in der Legende Leben des Method (der Text der Bulle ist in nahezu vollständiger Länge in Kapitel 8 überliefert) und in einer anderen Version in der Legende Lobpreis des heiligen Kyrill und Method. Beides sind keine wörtlichen Übersetzungen des ursprünglichen lateinischen Textes, aber sie haben diesen Text zu Grundlage. Von einigen Historikern wurde die Echtheit des Schreibens angezweifelt. Das Schreiben wurde möglicherweise unter Mitwirkung von Anastasius Bibliothecarius verfasst. Mit der Anerkennung der slawischen Liturgie und mit der Weihe der Priester wollte die päpstliche Kurie die slawischen Länder enger an sich binden und den Einfluss von Byzanz zurückdrängen.

## Inhalt
Das Schreiben ist nach seinen ersten Worten „Gloria in excelsis Deo“ benannt. (vgl. Luk. Kap. 2, Vers 14)
Der Papst 
- lobt das Verlangen der slawischen Fürsten, Gott kennenzulernen. Nachdem sie erkannt haben, dass ihre Länder unter die römische Zuständigkeit fallen, wenden sie sich an den Heiligen Stuhl in Rom.
- weiht Method zum Erzbischof und seine Schüler zu Priestern, nachdem er ihren Glauben geprüft hatte.
- genehmigt den Gebrauch der slawischen Liturgie, mit der Einschränkung, dass in der Messe das Evangelium zuerst in Latein und dann in slawisch gelesen werden soll. Die mährische slawische Kirche sah sich damit vom Papst anerkannt. Das diente ihr als Hauptargument gegen ihre Widersacher unter dem lateinischen Klerus.
- sendet Method zurück, um weiter in der Nationalsprache zu lehren und Bücher zu übersetzen.
- verfügt, dass diejenigen, die die slawischen Bücher verachten, exkommuniziert werden sollen.

## Texte
Im Folgenden werden die beiden überlieferten Texte der päpstlichen Bulle wiedergegeben: 

„Hadrian, Bischof und Diener Gottes

an Rastislav, Svatopluk und Kocel.

Ehre sei Gott in der Höhe und Friede auf Erden und unter den Menschen ein guter Wille.
Wir haben von eurem geistlichen Suchen gehört, und wünschten mit Verlangen und Gebet eure Errettung, denn Gott erweckte euer Herz, dass ihr ihn sucht und er zeigte euch, dass man ihm nicht nur mit dem Glauben, sondern auch mit guten Werken dienen soll. Denn der Glaube ohne Werke ist tot und die irren, welche meinen Gott zu kennen, ihn aber mit ihren Werken verleugnen.
Ihr habt nicht nur bei diesem erzbischöflichen Stuhl um einen Lehrer gesucht, sondern auch beim frommen Kaiser Michael. Er sandte euch den seligen Philosophen Konstantin mit seinem Bruder, da wir es nicht konnten. Als sie erkannten, dass eure Länder zum Apostolischen Stuhl gehören, lehrten sie nichts gegen den Kanon, sondern kamen zu uns und nahmen die Gebeine des heiligen Clemens mit. Erfüllt mit dreifacher Freude haben wir Method, unseren Sohn und einen Mann höchster Weisheit und rechten Glaubens, geprüft und haben ihn mit seinen Schülern geweiht. Und wir senden ihn in eure Länder, dass er euch lehre, wie ihr gebeten habt, und dass er Bücher der ganzen kirchlichen Ordnung in eure Sprache übersetzt, mit der heiligen Messe, mit Dienst und Taufe, wie es der Philosoph Konstantin aus Gottes Gnaden und unter Fürsprache des heiligen Clemens angefangen hatte.
Weiter, wenn auch jemand anderes würdig und rechtgläubig die Heilige Schrift übersetzten kann, damit ihr leichter die Gebote Gottes lernt, der sei geheiligt und gesegnet von Gott, von uns und von der ganzen katholischen apostolischen Kirche. Es ist nur nötig, die eine Gewohnheit beizubehalten, nämlich dass bei der Messe die Epistel und das Evangelium zuerst in Latein und dann in slawisch gelesen werden, damit das Wort der Schrift erfüllt werde: „Alle Völker werden den Herrn preisen“ und an einer anderen Stelle: „Sie werden alle von den großen Taten Gottes in unterschiedlichen Sprachen reden, so wie es ihnen der Heilige Geist gibt auszusprechen“.

Wenn aber jemand von den Lehrern bei euch, die den Ohren schmeicheln und die Menschen von der Wahrheit zum Irrtum verführen, es wagt, gegen euch zu hetzen und eure Bücher zu verachten, der soll ausgeschlossen werden aus der Kirche, bis er sich bessert. Denn es sind Wölfe und nicht Schafe und man muss sie an ihren Früchten erkennen und sich vor ihnen hüten.
Also ihr, geliebte Kinder, seid der Lehre Gottes gehorsam und lehnt die kirchlichen Ordnungen nicht ab, damit ihr Gott, unseren himmlischen Vater zusammen mit allen Heiligen in der Wahrheit ehrt. Amen.“

„Hadrian, Bischof, Diener aller Diener Gottes,

an Rastislav, Svatopluk und Kocel.

Ehre sei Gott in der Höhe und auf Erden Frieden und unter den Menschen ein guter Wille.
Weil wir die frohe Kunde von eurem geistlichen Suchen, das zu Erlösung dient, bekommen haben, senden wir in eure Länder unseren Bruder, den ehrbaren Method, geweiht als Erzbischof, so wie ihr uns gebeten habt. Er soll euch lehren und Bücher in eure Sprache übersetzen, damit das prophetische Wort erfüllt werde, das spricht: „Lobt Gott alle Völker und rühmt Ihn alle Menschen, jede Zunge soll bekennen, dass Jesus Christus der Herr sei zu Ehre Gottes des Vaters.“ Und im Evangelium, als er seine Jünger sandte, sagte der Herr: „Geht und lehrt alle Völker und tauft sie auf den Namen des Vaters und des Sohnes und des Heiligen Geistes, und lehrt sie halten alles, was ich euch befohlen habe. Und siehe, ich bin bei euch alle Tage bis an das Ende der Zeiten, Amen.“
Ihr aber, geliebte Kinder, gehorcht der Lehre Gottes, die euch in der letzten Zeit gegeben wurde zu eurer Erlösung, damit ihr, wie ihr gelehrt seid, eine würdige Frucht werdet und den unvergänglichen Kranz empfangt, in dieser und in der künftigen Zeit mit allen Heiligen. Amen.“